# ألفريد لينز
ألفريد لينز (بالألمانية: Alfred Lenz)‏ ولد بتاريخ 15 مارس 1890 في ميونيخ، وتوفي يوم 10 ماي 1965 في هانوفر ، كان طيارًا ألمانيًا. خلال الحرب العالمية الأولى، احتل المرتبة الأولى في مجال الطيران بعدد 6 انتصارات جوية.

## سيرة
ألفريد لينز ولد في 15 مارس 1890 في ميونيخ، قبل اندلاع الحرب العالمية الأولى، شغل منصب ضابطا في 95 فوج من المشاة، ثم يمر في الاحتياطي. بعد اندلاع الحرب، وانضم إلى فرقته، وشارك في القتال الوحدة. في مارس1915، نقل القوة الجوية (القوات الجوية الألمانية القيصرية). بعد شهرين من التدريب في نهاية يونيو 1915 تم تعيينه قائد القوات الجوية الألمانية القيصرية، فاز أول فوز له في الهواء.
```
في 
يناير
 
1916
، تم تعيينه قائد في 
القوات الجوية
 23، تحت قيادة رودولف بيرثولد، في 
10 أغسطس
، من هذه الوحدة يتم تشكيل سرب يسمى 
القوات الجوية
 
4
. 
في 
16
 
أكتوبر
 
1916
 تم نقل ألفريد لينز إلى 
القوات الجوية
 14، لكنه لم يفز بأي منها. 
ضابط
 
وطيار
 من ذوي الخبرة للغاية، وقال أنه يدعى في 
20 أغسطس
 
2019
 قائد (
القوات الجوية
 11). بقي في هذاالموقف حتى نهاية 
الحرب
. كان ألفريد لينز أحد أكثر الطيارين الألمان خبرة. خدم في الجبهة لأكثر من 
42
 شهرًا وأنهى أكثر من 
800
 ساعة من 
الحرب
 على جميع أنواع 
الطائرات
 الألمانية التي تم إنتاجها بعد عام 
1915
 تقريبًا. طار من بين آخرين على متن 
الطائرات
، الباتروس دي آي آي، بفالز دي آي آي وفوكر دي في آي.
```

كان محظوظًا لكونه من أوائل الطيارين الألمان الذين جربوا العلامة التجارية الجديدة، سيمنز شوكيرت D.3. لقد تأثر كثيرا بأداء الجهاز. كان على متن الطائرة التي فاز بها أخر فوز له في الحرب، في 29 سيبتمبر 1918 29.

## التمييز
- ايرون كروس من الدرجة الثانية.

## مقالات ذات صلة
- الحرب العالمية الأولى
- القوات الجوية

## قائمة المراجع
- (en) Norman L. R. Franks, Frank W. Bailey et Russell Guest, Above the Lines - The Ace and Fighter Units of German Air Service, Naval Air Service and Flanders Marine Corps 1914 – 1918, Londres, Grub Street, 1993 (ISBN 0-948817-73-9)
- (en) Greg VanWyngarden, Early German Aces of World War I, Oxford, Osprey Publishing, 2006 (ISBN 1-84176-727-1)

## مذكرات ومراجع
1. ↑  (en) « Alfred Lenz » [archive], sur The Aerodrome (consulté le 11 juillet 2018).
2. ↑  Harry Woodman, « Les chasseurs Siemens-Schukert (2) », Le Fana de l'Aviation, no 120, novembre 1979, p. 20-25
3. ↑  "Alfred Lenz". The Aerodrome (بالإنجليزية). Archived from the original on 2018-07-12. Retrieved 2018-07-11..

## روابط خارجية
"ألفريد لينز". The Aerodrome (بالإنجليزية). Archived from the original on 2018-07-12. Retrieved 2019-08-20.